# Finn Helgesen
Finn Helgesen (Drammen, 25 april 1919 - Lørenskog, 3 september 2011) was een Noors schaatser.

## Loopbaan
Finn Helgesen was tweemaal deelnemer op de Olympische Winterspelen (in 1948 en 1952). Op de Winterspelen van 1948 werd hij de eerste naoorlogse olympisch kampioen op de 500 meter. Zijn tijd van 43,1 was een nieuw persoonlijk en olympisch record en hij hield met deze tijd slechts 0,1 seconde voorsprong op de Amerikanen Ken Bartholomew en Rob Fitzgerard en de Noor Thomas Byberg, die elk een zilveren medaille op het podium ontvingen. Op de Winterspelen van 1952 klokte hij met zijn tijd van 44,0 dezelfde tijd als de latere bronzenmedaillewinnaars (de Canadees Gordon Audley en zijn landgenoot Arne Johansen), maar omdat hij het rechtstreekse duel met Audley nipt verloor werd hij als vijfde geklasseerd in de eindrangschikking.

## Persoonlijk records
| Afstand      | Tijd    | Datum            | Baan         |
| ------------ | ------- | ---------------- | ------------ |
| 500 meter    | 43,1    | 31 januari 1948  | Sankt Moritz |
| 1000 meter   | 1.31,5  | 27 januari 1952  | Gjøvik       |
| 1500 meter   | 2.25,4  | 3 januari 1952   | Oslo         |
| 3000 meter   | 5.25,8  | 2 januari 1952   | Oslo         |
| 5000 meter   | 9.09,0  | 17 februari 1946 | Hamar        |
| 10.000 meter | 18.45,8 | 17 februari 1946 | Hamar        |

## Resultaten
| Jaar | Olympische Spelen |
| ---- | ----------------- |
| 1948 | 500m              |
| 1952 | 5e                |

### Medaillespiegel
| Kampioenschap     | Goud · | Zilver · | Brons · |
| ----------------- | ------ | -------- | ------- |
| Olympische Spelen | 1      | 0        | 0       |

1924: Charles Jewtraw ·
1928: Clas Thunberg/Bernt Evensen ·
1932: Jack Shea ·
1936: Ivar Ballangrud ·
1948: Finn Helgesen ·
1952: Ken Henry ·
1956: Jevgeni Grisjin ·
1960: Jevgeni Grisjin ·
1964: Richard McDermott ·
1968: Erhard Keller ·
1972: Erhard Keller ·
1976: Jevgeni Koelikov ·
1980: Eric Heiden ·
1984: Sergej Fokitsjev ·
1988: Uwe-Jens Mey ·
1992: Uwe-Jens Mey ·
1994: Aleksandr Goloebev ·
1998: Hiroyasu Shimizu ·
2002: Casey FitzRandolph ·
2006: Joey Cheek ·
2010: Mo Tae-bum ·
2014: Michel Mulder ·
2018: Håvard Holmefjord Lorentzen ·
2022: Gao Tingyu